# المرسی
المرسی (به عربی: المرسی) شهری در استان تونس کشور تونس است که جمعیت آن در سرشماری سال ۲۰۰۴ میلادی ۷۷٫۸۹۰ نفر بوده‌است.